# Ново-Татарское кладбище
Ново-Татарское кладбище (тат. Яңа Татар зираты) — старейшее в Казани место захоронения, находится по Пригородной улице, 1.
Возникло более 250 лет назад, вместе с Ново-Татарской слободой, куда в середине XVIII века, при сносе мечетей и крещении татар, воспользовавшись большим пожаром, местные власти во главе с православным миссионером Лукой Канашевичем устроили насильственное выселение татар из северной части Старо-Татарской слободы, близкой к русскому посаду в центре города. Самое старое зафиксированное надгробие датируется 1813 годом.
Кладбище, с его мусульманскими надгробными камнями, на которых арабской вязью, латиницей или кириллицей написаны имена ушедших из жизни людей, а также с мечетью и воротами, является одной из достопримечательностей слободы и города.
Кладбище было главным общегородским татарским погостом почти всё время существования. В связи с исчерпанием места, ныне новые могилы не выделяются — захоронения производятся только в родственные могилы.
На кладбище похоронены известные деятели татарской культуры. Могила классика татарской поэзии Габдуллы Тукая реконструирована.

## Захоронения известных людей
См. категорию Похороненные на Ново-Татарском кладбище
- Фатиха Аитова — общественный деятель[5]
- Фатих Амирхан — писатель[6]
- Баруди — богослов и общественный деятель[7]
- Гумер Баширов — писатель, ученый-фольклорист и общественный деятель, лауреат Сталинской премии второй степени (1951)
- Хайдар Бигичев — певец[5]
- Гульсум Болгарская — актриса[7]
- Амирхан Еники — писатель[5]
- Габдулла Кариев — актер, режиссер[6]
- Максуди — учёный-языковед и общественный деятель[7]
- Шигабутдин Марджани — богослов, философ, историк, просветитель[7]
- Каюм Насыри — учёный-просветитель, историк-этнограф, языковед, писатель[5]
- Салих Сайдашев — композитор[7]
- Габдулла Тукай — народный поэт[7]
- Джаудат Файзи — композитор[7]
- Хусаин Ямашев — революционер[6]

## Галерея

Могила родителей Ренада и Роальда Сагдеевых
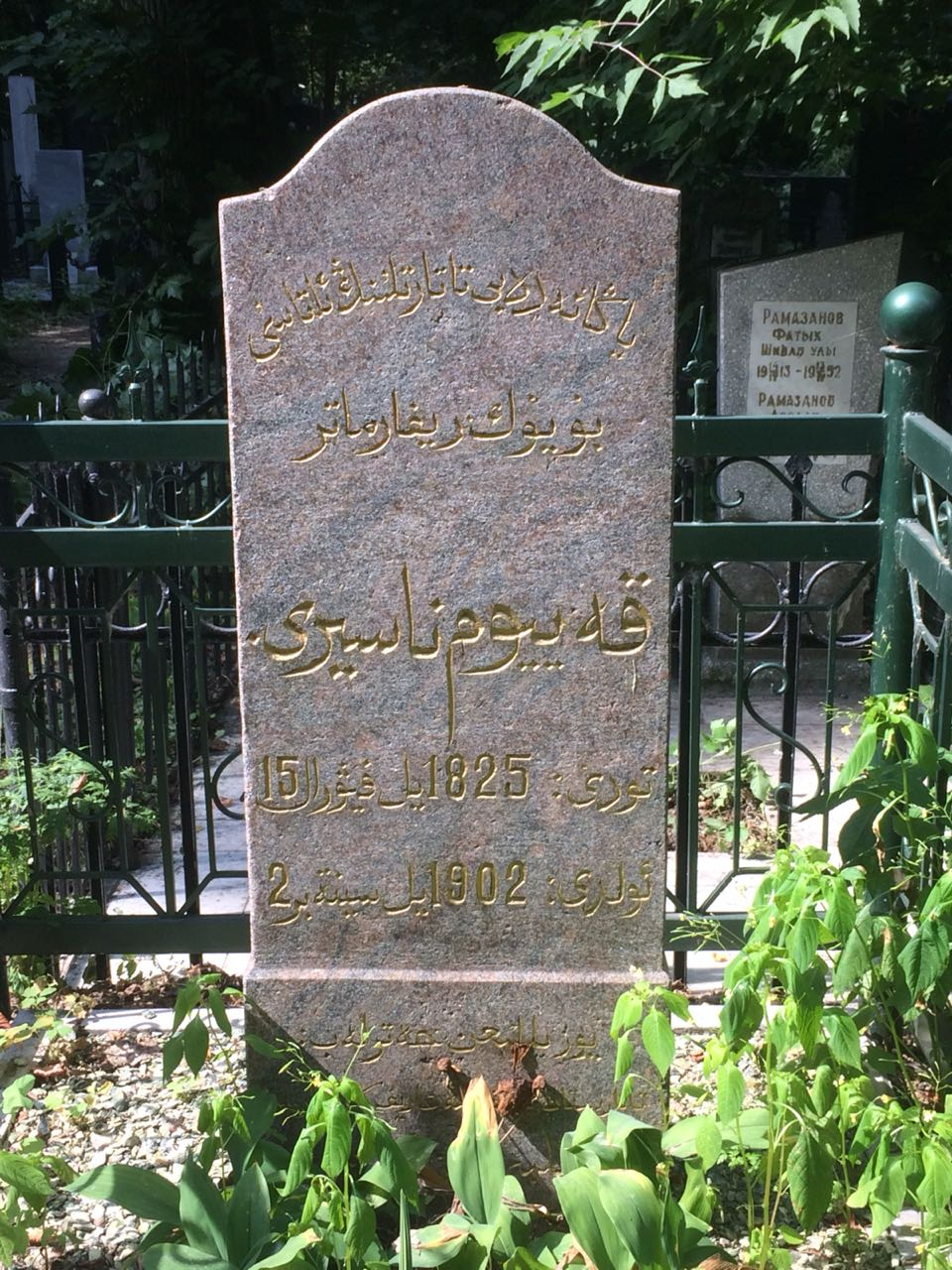
Могильный камень Каюма Насыри
Могила Г. Тукая

## Транспорт
В дни поминовения до кладбища ходит автобусный маршрут № 209 от площади Вахитова.